# Thamnosma rhodesica
Thamnosma rhodesica là một loài thực vật có hoa trong họ Cửu lý hương. Loài này được Mendonca miêu tả khoa học đầu tiên.